# Эфиальт (предатель)
Эфиа́льт  (др.-греч. Ἐφιάλτης) — сын Эвридема, малиец, во время Фермопильского сражения изменнически указавший персам обход в Фермопильском ущелье через Каллидром, по которому Гидарн Младший провёл часть персидского войска в тыл спартанцев, вследствие чего Леонид со своими спартанцами и феспийцами погиб, окруженный с двух сторон неприятелем. Амфиктионами он был приговорён к смерти и убит позже в Антикире неким жителем Трахина по имени Афенад. Хотя Афенад убил Эфиальта по другой причине, не связанной с предательством, он получил за это награду. Геродот и Ктесий говорят, что измена эта приписывалась и другим лицам.

## Эфиальт в кинематографе
В фильме «Триста спартанцев» (1962) роль Эфиальта исполняет Кирон Мур. По сценарию, Эфиальт — молодой человек неизвестного происхождения, живущий у пожилой четы в близлежащем селении и помогающий старикам по хозяйству. Он подслушал разговор старика с одним из 300 спартанцев о тайной тропе и донёс об этом Ксерксу. Мотивом для предательства Эфиальта служит стремление обогатиться, так как ему понравилась молодая спартанка Элла и он рассчитывал произвести на неё впечатление своим богатством.
В фильме «300 спартанцев» (2006) он изображён как горбатый урод, который пошёл просить Леонида взять его в своё войско. Эфиальт продемонстрировал боевые навыки, но спартанский царь отказал ему, поскольку горбун из-за низкого роста не был способен стоять в строю. Эфиальт захотел отомстить Леониду.
Он направился к Ксерксу и донёс о тайной тропе. На последнем этапе Фермопильского сражения, когда отряд спартанцев был окружён персами, он советует Леониду выполнить просьбу Ксеркса о сдаче, но в ответ спартанец проклинает предателя.
Роль Эфиальта в фильме исполняет Эндрю Тирнан.

## Использование имени
- Именем предателя греки назвали демона, который правит ночными кошмарами[3].
- Под названием Ephialtes (Эфиальт) описан род насекомых-наездников[4].
- Кличку Эфиальт носил в детстве один из героев рассказа А. П. Чехова «Толстый и тонкий» («тонкий» Порфирий) за то, что «ябедничать любил».